# Le Code de l'apocalypse
Pour plus de détails, voir Fiche technique et Distribution.
Le Code de l'apocalypse (en russe : Код Апокалипсиса, translittéré Kod apokalipsisa) est un film d'action russe réalisé par Vadim Chmelev, sorti en 2007.
Parmi les interprètes principaux du film, on trouve Anastasia Zavorotniouk, Vincent Pérez, Vladimir Menchov et Alexeï Serebriakov. Outre la Russie, le tournage a eu lieu en France, en Italie, en Norvège, en Malaisie et en Ukraine, ainsi qu'à Londres, New York et Tokyo.

## Synopsis
Le terroriste Jaffad Ben Zayidi a caché chacune des bombes nucléaires américaines qu'il a volées dans quatre mégalopoles à travers le monde. Elles peuvent être activées par un code de 11 chiffres, dont une partie différente a été communiquée à ses amis de confiance. Après la mort de celui-ci, son complice cherche à le reconstituer pour les faire exploser mais il est poursuivi par un agent russe infiltré. Chacun essaie de trouver les fragments du code, l'un pour faire exploser les bombes, l'autre pour les désactiver.

## Fiche technique
Sauf mention contraire, cette fiche technique est établie à partir d'IMDb.
- Titre français : Le Code de l'apocalypse
- Titre original : Код Апокалипсиса (Kod apokalipsisa)
- Réalisateur : Vadim Chmelev
- Scénario : Vadim Chmelev, Denis Karytchev
- Direction artistique : Alessandro Marvelli
- Décors : Mats Andersen, Andrew Jesse Gutierrez
- Photographie : Dayan Gaitkoulov
- Musique : Dmitri Dankov
- Montage : Dmitri Slobtsov
- Producteur exécutif : Sergey Gribkov
- Sociétés de production : Alligator Reklamefilm, BS Graphics, C.R.G. International, Kinostudiya Svet, Koloss Productions, Podderzhki Patrioticheskogo Kino, Salon Films, Top Line Production, Centre de radio et télévision du Ministère de la Défense d'Ukraine
- Budget de production : 400 000 000 de roubles
- Pays de production :  Russie
- Langue : Russe
- Format : couleurs - 2.35 : 1 - 35 mm
- Genre : action, aventure
- Durée : 106 minutes
- Dates de sortie en salles[2] :
  - Russie : 2 octobre 2007
  - France : 3 mars 2009

## Distribution
- Anastasia Zavorotniouk : Marie
- Vincent Perez : Louis Levier[3]
- Vladimir Menchov : Kharitonov[4]
- Oskar Koutchera (ru) : Anton
- Alexeï Serebriakov : Sergey[5]
- Oleg Stefan (ru) : Mayk Khatchins
- Rony Kramer : Dzhaffad
- Jay Benedict : Rayli
- Jj Barbier : gangster
- Naeim Ghalili : Ali
- Sergey Gazarov : Oligarkh
- Malvina Tretiakova : journaliste
- Ivan Chabaltas : Zimine
- Anatoliy Koteniov : général
- Aleksandr Tioutine : directeur du FSB